# 法语社群议会
比利时法语社群议会（法語：Parlement de la Communauté française de Belgique）是比利时法语社群的立法机关。议会总部位于布鲁塞尔。法语社群议会有94名议员。每届议会任期5年。现任议会主席是Benoît Dispa。
法语社群议会由瓦隆议会中代表法语选区的全部75名议员和布鲁塞尔首都大区议会中代表法语选区的19名议员组成。